# Macrothelypteris viridifrons
Macrothelypteris viridifrons är en kärrbräkenväxtart som först beskrevs av Tag., och fick sitt nu gällande namn av Ren-Chang Ching. Macrothelypteris viridifrons ingår i släktet Macrothelypteris och familjen Thelypteridaceae. Inga underarter finns listade.